# Radomiak II Radom
Radomiak II Radom – piłkarski zespół rezerw, należący do klubu Radomiak Radom. Po raz pierwszy do rozgrywek ligowych został zgłoszony w 1955 roku. Najlepszym wynikiem w historii drużyny jest 10. miejsce w III lidze w sezonie 1983/84. Dotychczas na tym szczeblu spędziła 2 sezony.

## Historia

### Początki
Zespół Radomiaka II do rozgrywek ligowych został zgłoszony w 1955 roku. Po trzech sezonach spędzonych w B-klasie wywalczył awans do wyższej klasy, w której występował przez kolejne trzy lata. W latach 60. rywalizował w zmaganiach B i A klasy. W sezonie 1968/69 awansował do ligi okręgowej, lecz po roku spadł.

### Okres świetności – lata 80. XX wieku
W sezonie 1982/83 Radomiak II okazał się najlepszym zespołem w radomskiej lidze okręgowej. Piłkarze prowadzeni przez trenera Leszka Krzysiaka przegrali tylko jedno spotkanie (na wyjeździe z Polonią Iłża) i w 22 meczach stracili zaledwie 12 bramek. Skład zespołu stanowili wtedy zawodnicy niemieszczący się w składzie II-ligowej drużyny oraz młodzi piłkarze, którzy ukończyli wiek juniora. Mistrzostwo klasy okręgowej nie dawało jednak bezpośredniego awansu do III ligi. Radomiak II musiał rozegrać dwumecz barażowy z zespołem okręgu siedleckiego, Orlętami Łuków. W pierwszym meczu rozegranym w Łukowie Radomiak przegrał 1:2, a zdobywcą bramki dla radomian był Jarosław Kszczotek. Spotkanie rewanżowe należało już do radomskiej drużyny, która wygrała 2:0 po trafieniach Zdzisława Dutki i uzyskała promocję gry w III lidze.
Debiutujący zespół Zielonych przez większość sezonu zajmował pozycje w dolnej części tabeli. Po skuteczniejszych występach w końcówce sezonu zapewnił sobie utrzymanie w III-ligowym gronie. W tabeli końcowej był dziesiąty z dorobkiem 24 punktów. W kolejnym sezonie rozgrywki zakończył na ostatnim miejscu i tym samym po dwóch latach spędzonych w III lidze spadł. W międzyczasie doszło do ligowych pojedynków z lokalnym rywalem – Bronią Radom.
W sezonie 1984/85 piłkarze ze Struga wystartowali również w Pucharze Polski, gdzie w I fazie ulegli w Krakowie miejscowemu Prokocimowi po rzutach karnych 2:4 (wynik spotkania 2:2). Rok później po zwycięstwie 3:0 nad Gwardią Chełm awansowali do II rundy, w której przegrali na własnym boisku 0:1 z Avią Świdnik.

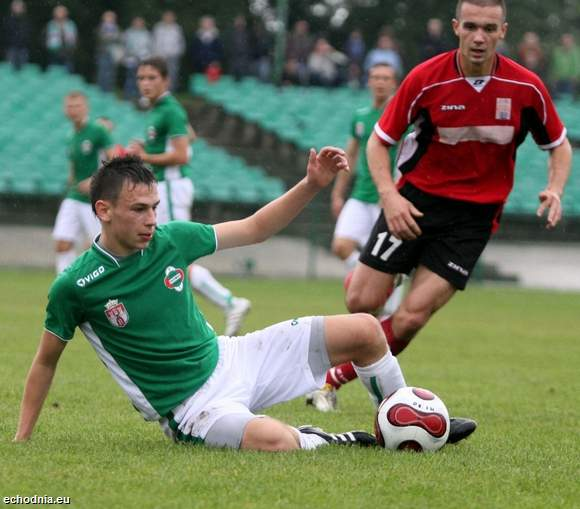
Zawodnik Radomiaka II w akcji. Rozgrywki A-klasy 2011/12

### Rozwiązanie drużyny – lata 90. XX wieku
Po spadku z III ligi kolejne 10 sezonów to występy radomian na boiskach ligi okręgowej oraz IV ligi. W sezonie 1994/95 rozgrywki IV ligi radomsko-lubelskiej Radomiak II zakończył na 14. miejscu i tym samym został zdegradowany do ligi okręgowej. W tym czasie pierwszy zespół Radomiaka spadł do III ligi, więc zarząd zdecydował rozwiązać drugą drużynę. To był początek najgorszego okresu w historii klubu.

### Reaktywacja – 2001 rok
Po 6 latach przerwy drużynę zgłoszono do rozgrywek w B-klasie. Trzy lata później z 1. miejsca w grupie awansowała do A-klasy. Uzupełniana zawodnikami z II-ligowego zespołu wywalczyła wicemistrzostwo ligi i awansowała do klasy okręgowej. Radomiak II zajął dwunaste miejsce dające utrzymanie. W następnym sezonie piłkarzom zabrakło 2 punktów do uniknięcia spadku. Po sezonie spędzonym w A-klasie drużyna po raz kolejny została rozwiązana. Ostatnie dwa mecze wyjazdowe oddała walkowerem, a w klasyfikacji końcowej sezonu 2007/08 zajęła 4. miejsce.
Jesienią 2009 roku nastąpiła kolejna reaktywacja. Rok później zespół awansował do A-klasy, a po trzech latach, w sezonie 2012/13 do ligi okręgowej. 23 października 2013 po zwycięstwie w rzutach karnych nad IV-ligowym Mazowszem Grójec wywalczył Puchar Polski na szczeblu ROZPN.
W czerwcu 2017 powiększone zostały rozgrywki Campeon.pl Ligi Okręgowej do 18 zespołów, w wyniku czego Mazowiecki ZPN zgodził się na dokooptowanie do niej drużyny Radomiaka II. Zieloni do zmagań ligowych przystąpili pod kierunkiem trenera Pawła Potenta, którego w trakcie sezonu zastąpił Maciej Lesisz. Pokonując wicelidera, Proch Pionki, drużyna z Radomia na dwie kolejki przed zakończeniem zmagań ligowych zapewniła sobie awans do IV ligi. Po sezonie 2020/21 rezerwy Radomiaka spadły do ligi okręgowej.

## Osiągnięcia
- Puchar Polski – okręg ROZPN:
  - Zdobywca (2): 1984, 1985[13], 2013[6]
- III liga
  - 10. miejsce (1): 1984
- Puchar Polski
  - II runda (1): 1985/86

## Radomiak II w rozgrywkach

### Liga
| - 1955-57, klasa B - 1958-60, klasa A - 1960-61, klasa B - 1961-66, klasa A - 1967-68, klasa B - 1968-69, klasa A - 1969-70, liga okręgowa - 1970-74, klasa A - 1976-79, liga okręgowa - 1979-81, IV liga - 1981-83, liga okręgowa - 1983-85, III liga - 1985-89, liga okręgowa | - 1989-90, IV liga - 1990-94, liga okręgowa - 1994-95, IV liga - 2001-04, klasa B - 2004-05, klasa A - 2005-07, liga okręgowa - 2007-08, klasa A - 2009-10, klasa B - 2010-13, klasa A - 2013-15, klasa okręgowa - 2017-18, klasa okręgowa - 2018-21, IV liga - 2021-23, klasa okręgowa - 2023-25, V liga |

### Puchar Polski
| Sezon   | Runda    | Przeciwnik                                | Wynik       |
| ------- | -------- | ----------------------------------------- | ----------- |
| 1978/79 | I runda  | Orion Niedrzwica Duża – Radomiak II Radom | 4:0         |
| 1984/85 | I runda  | Prokocim Kraków – Radomiak II Radom       | 2:2, k. 4:2 |
| 1985/86 | I runda  | Gwardia Chełm – Radomiak II Radom         | 0:3         |
| 1985/86 | II runda | Radomiak II Radom – Avia Świdnik          | 0:1         |

## Stadion
Radomiak II domowe mecze rozgrywał na Stadionie im. Braci Czachorów w Radomiu przy ul. Struga 63. Reaktywowana w sezonie 2017/2018 drużyna w roli gospodarza zaczęła występować na boisku w Suskowoli.

## Zawodnicy
Radomiak II składa się głównie z graczy pragnących przebić się do pierwszego zespołu w niedalekiej przyszłości. Często wzmacniany jest zawodnikami niełapiącymi się w wyjściowym składzie pierwszej drużyny. Piłkarze mający co najmniej jeden występ w „rezerwach” to m.in.: Klaudiusz Ząbecki, Jacek Kacprzak, Artur Błażejewski, Jacek Moryc.